# Острамондра
Острамондра (њем. Ostramondra) општина је у њемачкој савезној држави Тирингија. Једно је од 55 општинских средишта округа Земерда. Према процјени из 2010. у општини је живјело 575 становника. Посједује регионалну шифру (AGS) 16068041.

## Географски и демографски подаци
Острамондра се налази у савезној држави Тирингија у округу Земерда. Општина се налази на надморској висини од 187 метара. Површина општине износи 18,4 km². У самом мјесту је, према процјени из 2010. године, живјело 575 становника. Просјечна густина становништва износи 31 становника/km².